# Croatie au Concours Eurovision de la chanson 2020
La Croatie était l'un des quarante et un pays participants prévus du Concours Eurovision de la chanson 2020, qui aurait dû se dérouler à Rotterdam aux Pays-Bas. Le pays aurait été représenté par le chanteur Damir Kedžo et sa chanson Divlji vjetre, sélectionnés via l'émission Dora 2020. L'édition est finalement annulée en raison de la pandémie de Covid-19.

## Sélection
Le diffuseur croate HRT confirme sa participation à l'Eurovision 2020 le 10 septembre 2019.

### Format
Le 5 novembre 2019, la reconduction du format Dora comme sélection est confirmée. Dora 2020 consiste en une soirée unique lors de laquelle seize artistes sont en compétition pour représenter la Croatie à l'Eurovision 2020. Le vainqueur est désigné par un vote combinant pour moitié le vote de jurys régionaux et pour l'autre moitié du télévote croate.

### Chansons
Le diffuseur ouvre une période de dépôt de candidatures du 5 novembre au 15 décembre 2019. Les participants sont annoncés le 29 décembre 2019.

### Résultats
La finale se déroule le 29 février 2020.
- Vainqueur

| Ordre | Artiste                                  | Chanson                       | Jury | Televote | Televote | Televote | Televote | Total | Place |
| Ordre | Artiste                                  | Chanson                       | Jury | Appels   | SMS      | Total    | Points   | Total | Place |
| ----- | ---------------------------------------- | ----------------------------- | ---- | -------- | -------- | -------- | -------- | ----- | ----- |
| 1     | Elis Lovrić                              | Jušto                         | 11   | 342      | 304      | 646      | 1        | 12    | 13    |
| 2     | Bojan Jambrošić                          | Više od riječi                | 5    | 927      | 279      | 1206     | 7        | 12    | 11    |
| 3     | Edi Abazi                                | Coming Home                   | 3    | 829      | 524      | 1353     | 8        | 11    | 14    |
| 4     | Zdenka Kovačiček                         | Love, Love, Love              | 6    | 1558     | 599      | 2157     | 12       | 18    | 6     |
| 5     | Alen Vitasović & Božidarka Matija Čerina | Da se ne zatare               | 2    | 1514     | 815      | 2329     | 13       | 15    | 9     |
| 6     | Đana                                     | One                           | 8    | 1084     | 403      | 1487     | 9        | 17    | 7     |
| 7     | Aklea Neon                               | Zovi ju mama                  | 13   | 997      | 768      | 1765     | 10       | 23    | 4     |
| 8     | Nikola Marjanović                        | Let's Forgive                 | 10   | 453      | 367      | 820      | 2        | 12    | 12    |
| 9     | Lorenzo, Dino Purić & Reper iz sobe      | Vrati se iz Irske             | 1    | 608      | 339      | 947      | 3        | 4     | 16    |
| 10    | Marin Jurić Čivro                        | Naivno                        | 4    | 677      | 409      | 1086     | 6        | 10    | 15    |
| 11    | Lorena Bućan                             | Drowning                      | 9    | 1171     | 682      | 1853     | 11       | 20    | 5     |
| 12    | Indira Levak                             | You Will Never Break My Heart | 14   | 3414     | 2127     | 5541     | 14       | 28    | 3     |
| 13    | Jure Brkljača                            | Hajde nazovi me!              | 11   | 698      | 313      | 1011     | 4        | 15    | 10    |
| 14    | Colonia                                  | Zidina                        | 12   | 732      | 309      | 1041     | 5        | 17    | 8     |
| 15    | Mia Negovetić                            | When it Comes to You          | 16   | 7954     | 3641     | 11 595   | 15       | 31    | 2     |
| 16    | Damir Kedžo                              | Divlji vjetre                 | 15   | 7985     | 3870     | 11 855   | 16       | 31    | 1     |

La soirée se conclut sur la victoire de Damir Kedžo et de sa chanson Divlji vjetre, ainsi désignés pour représenter la Croatie à l'Eurovision 2020.

## À l'Eurovision
La Croatie aurait participé à la première demi-finale, le 12 mai puis, en cas de qualification, à la finale du 16 mai 2020.
Le 18 mars 2020, l'annulation du Concours en raison de la pandémie de Covid-19 est annoncée.